# Florence Bascom
Florence Bascom (ur. 14 lipca 1862 w Williamstown w stanie Massachusetts, zm. 18 czerwca 1945) – amerykańska geolog i petrolog. 
Bascom jest drugą kobietą, która uzyskała doktorat z geologii w Stanach Zjednoczonych (pierwszą była Mary Holmes, która uzyskała ten tytuł na Uniwersytecie Michigan w 1888), oraz pierwszą kobietą, która uzyskała doktorat na Uniwersytecie Johnsa Hopkinsa (1893, tematem jej pracy doktorskiej były początki i proces tworzenia się Appalachów). Rok później została wybrana na członka Amerykańskiego Towarzystwa Geologicznego, a w 1896 jako pierwsza kobieta podjęła pracę w United States Geological Survey. Była jedną z pierwszych kobiet, które uzyskały tytuł magistra w dziedzinie geologii. „Pierwsza kobieta-geolog w Stanach Zjednoczonych”.

## Życiorys
Florence Bascom urodziła się w Williamstown w stanie Massachusetts, była córką Johna Bascoma i Emmy Curtiss. Pochodziła z rodziny, która w przeciwieństwie do innych w tamtym czasie, zachęcała kobiety do uczestnictwa w życiu lokalnej społeczności. Jej ojciec, John Bascom, był rektorem w Williams College, a następnie Uniwersytetu Wisconsin w Madison. To dzięki niemu Florence zainteresowała się geologią. Jej matka, Emma Curtiss Bascom, była aktywistką zaangażowaną w ruch sufrażystek, walczący o prawa wyborcze dla kobiet w końcu XIX i na początku XX wieku. Jej rodzice byli niezłomnymi zwolennikami praw kobiet i zachęcali kobiety do uzyskania wykształcenia wyższego. 
John Bascom, został rektorem Uniwersytetu Wisconsin w 1874 roku. Zaledwie rok później uniwersytet ten zaczął ponownie przyjmować kobiety. 
Urodziła się w czasie, gdy wojna secesyjna podzieliła kraj. Dorastała w domu, w którym jej rodzina podkreślała znaczenie równości płci. Jej ojciec działał na rzecz kobiet i podkreślał ich znaczenie w społeczeństwie. Florence od dziecka była bardzo dojrzała i zżyta ze swoim ojcem, który zmagał się z depresją. By lepiej się poczuć, a zarazem zainteresować swoje dzieci przyrodą, zabierał je w góry. Florence ukończyła Madison High School w wieku 16 lat. Następnie rozpoczęła naukę na Uniwersytecie Wisconsin, gdzie uzyskała tytuły: Bachelor’s degree w dziedzinie nauk humanistycznych (1882), Bachelor of Science w 1884 i Master of Science w 1887. W 1889 rozpoczęła naukę na Uniwersytecie Johnsa Hopkinsa, a cztery lata później doktoryzowała się.                   
Pracowała najpierw jako asystentka geologa, a od 1909 jako geolog w USGS. Była też współredaktorką magazynu American Geologist. Jej badania naukowe skupiały się głównie na wyjaśnieniu budowy i struktury skał wulkanicznych (na przykład ryolitu) w South Mountain w stanie Pensylwania. Na podstawie tych badań w 1896 roku powstała książka jej autorstwa zatytułowana The Ancient Volcanic Rocks of South Mountain, Pennsylvania. W 1906 roku „American Men of Science” umieścił ją na liście 100 najlepszych geologów w kraju. Florence założyła również instytut geologii w Bryn Mawr College, na którym wykładała przez 33 lata. Opublikowała ponad 40 artykułów naukowych na temat petrografii i geomorfologii.                  
Zmarła 18 czerwca 1945.

## Upamiętnienie
Jej imię nosi między innymi jeden z kraterów na Wenus, planetoida (6084) Bascom, jezioro polodowcowe oraz Florence Bascom Geoscience Center, będące częścią United States Geological Survey.

## Publikacje
Florence Bascom jest autorką lub współautorką m.in. następujących publikacji:
- Geology and Mineral Resources of the Quakertown-Doylestown District, Pennsylvania and New Jersey[22]
- The Ancient Volcanic Rocks of South Mountain, Pennsylvania[16][17]
- The Geology of the Crystalline Rocks of Cecil County[23]
- Water Resources of the Philadelphia District, by Florence Bascom. [U.S. Geological Survey Water Supply and Irrigation Paper No. 106. Series M, General Hydrographic Investigations, 12. Series O, Underground Waters, 26.][24]
- Water Resources of the Philadelphia District[25]
- Fasting: Lecture Series on Health and Progress[26]
- Elkton-Wilmington Folio: Maryland-Delaware-New Jersey-Pennsylvania[27]
- Mineral Resources of Alaska: Report on Progress of Investigations in 1929[28]
- Trenton Folio, New Jersey-Pennsylvania[29]
- Contributions to the Cretaceous Paleontology of the Pacific Coast: The Fauna of the Knoxville Beds[30]